# ナショナルカラー

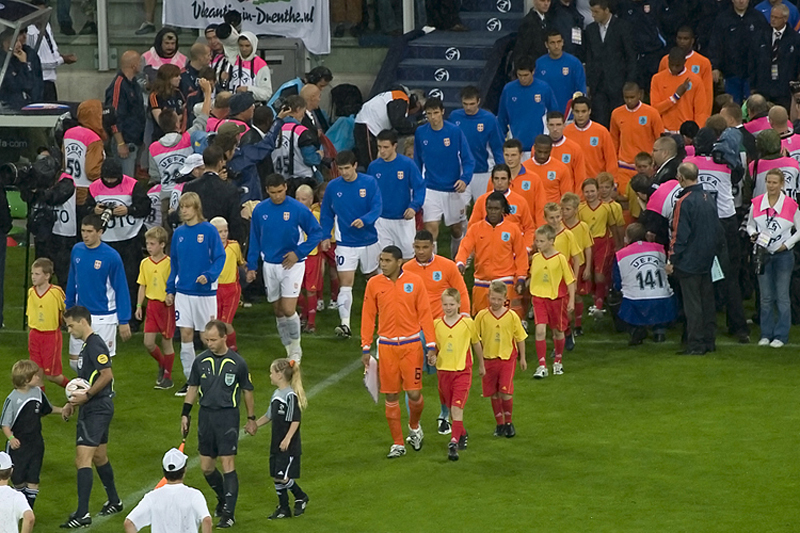
2007年サッカー・UEFA U-21決勝
セルビア（青と白）×オランダ（橙）

ナショナルカラー（英: national colours）とは、その国を体現すると見なされている色である。基本的にはその国の国旗か国章を元にした色がナショナルカラーとしてイメージされる。我々が最もよく目にするのは、スポーツにおける国別代表の「チームカラー」で、オリンピック競技やサッカーなどがその最たるものである。モータースポーツでもナショナルカラーの伝統があるが、これは若干異なっているので、別途解説する。

## 一般的なナショナルカラー
- 日本 - 白地に紅い■日章。もしくは紅がイントネーションとして付加される。サッカー日本代表は青■。野球日本代表はグレー■。バレーボール日本代表は時代によって異なる。
- アイルランド - 緑■。
- アメリカ合衆国 - 白□地に赤い■イントネーション。
- アルゼンチン - 国旗と同じスカイブルー■。
- イタリア - 青■（青いユニフォームをまとったイタリア代表はアズーリと呼ばれる）。
- イングランド - 白□地に赤い■クロス。もしくは赤がイントネーションとして付加される。
- オランダ - オレンジ■。
- クロアチア - 赤■と白□のチェック柄。
- ドイツ - 白□地に黒■のイントネーション。または国旗にある黄色■
- オーストラリア - 緑■と金色■。
- ニュージーランド - 銀■と黒■
- ブラジル - 国旗と同じ黄色■と緑■。
- フランス - 青■。さらに白□と赤■のイントネーションを加えて、トリコロールにする。
- スペイン - 黄色■と赤■
- ポルトガル - 緑■と赤■

## ナショナルカラーの由来
国の名誉を色で表現することはローマ時代から行われており、都市国家ローマを象徴する色は「紫」とされた。当時は貝紫色の染料が貴重だったこともあり、のちの帝政ローマ時代には皇帝の権威を表す色としても重視された。近代では国旗の色にそれぞれの歴史や建国の精神を表象させることが多く、フランスの青･白･赤やドイツの黒･赤･金など、国旗と「色の表象」は一体のものと解釈されることが通例である。
現代「ナショナルカラー」が言及される場合の多くは国際スポーツにおける識別標としてのチームカラーであり、各スポーツにおける国際連盟が各国代表（連盟）から個別に聴取し登録するものである。多くのチームカラーは国旗に使われる色が使われるが、例外もある。オーストラリアの黄色と緑は国の花ワトルの黄色い花びらと緑の葉から来ている。オランダのオレンジはオレンジ公ウィレムの「プリンスの旗」と呼ばれる、初期の三色旗（青、白、オレンジ）から採用している。イタリアの青は旧イタリア王国やその前身にあたるサルデーニャ王国の国旗に由来し、さらには地中海やアドリア海をイメージしている。ベネズエラのチームカラーはバーガンディ（ワインレッド）だが、これは国旗の3色（赤・青・黄色）を混ぜるとこの色になるためである。
チームカラーとナショナルカラーへのこだわりが見られるのは国際スポーツなどにみられる慣習であり、いくつかの国では自国の代表選手の識別色（チームカラー）には競技を問わず統一的なナショナルカラーを採用することがある。日本はそれぞれの競技の伝統的チームカラーを重視することがあり、サッカーやバレー、野球などの国際大会では日章旗デザインの採用などで名誉を表象させることが中心である。ナショナルカラーは国旗などのように条約（国際慣習法としての国旗掲揚権、工業所有権における1883年パリ条約、ハーグ陸戦条約）などで規定されるものではなく慣例上のものであり、他国のナショナルカラーと同一のものであっても外交上は問題はない（サッカーなど競技の運用上で問題がある場合はセカンドユニフォームを用意することがある）。

### サッカー日本代表の「チームカラー」
基本色に青と白の二配色が定着しているが、これは正しくはチームカラーでありナショナルカラーと言うわけではない。この青は一般的に「日本の国土を象徴する海と空の青」を表すとされているが、これは後付の理由である。最初期の日本代表は選抜チームではなく原則的に大学やクラブなどの単独チームで構成されており、ユニフォームも各チームのものがそのまま使用されていた。日本代表としての初の国際試合は1917年極東選手権で、東京高等師範学校（東京教育大学を経た、現在の筑波大学）の海老茶色のシャツを使用していた。初の選抜チームで構成され優勝を果たした1930年極東選手権の日本代表は青（ライトブルー）のシャツを使用した。これは選手の大半を送り込んだ東京帝国大学にならったものと考えられている。これ以降青は日本代表のチームカラーとして定着した。
1964年東京オリンピックでは上下白、1968年メキシコシティオリンピックでは白のシャツに紺のパンツとなり、1970年代以降は白と青が交互に基調とされるようになり、1992年からは青を基調としている。また1988年から1991年に赤が採用されたこともあった。1988年に横山謙三監督が日本代表監督に就任すると、監督の意向で日本代表のユニフォームを国旗の色である赤に変えた。胸には従来の日の丸ではなく三本足の八咫烏が付けられるようになったが、成績が振るわず、横山監督が更迭されると、元の青を基調としたユニフォームに戻された。以後赤を基調にしようとする動きはなくなったが、2012年のロンドンオリンピックのアウェイユニフォームには赤が採用された。

## モータースポーツのナショナルカラー

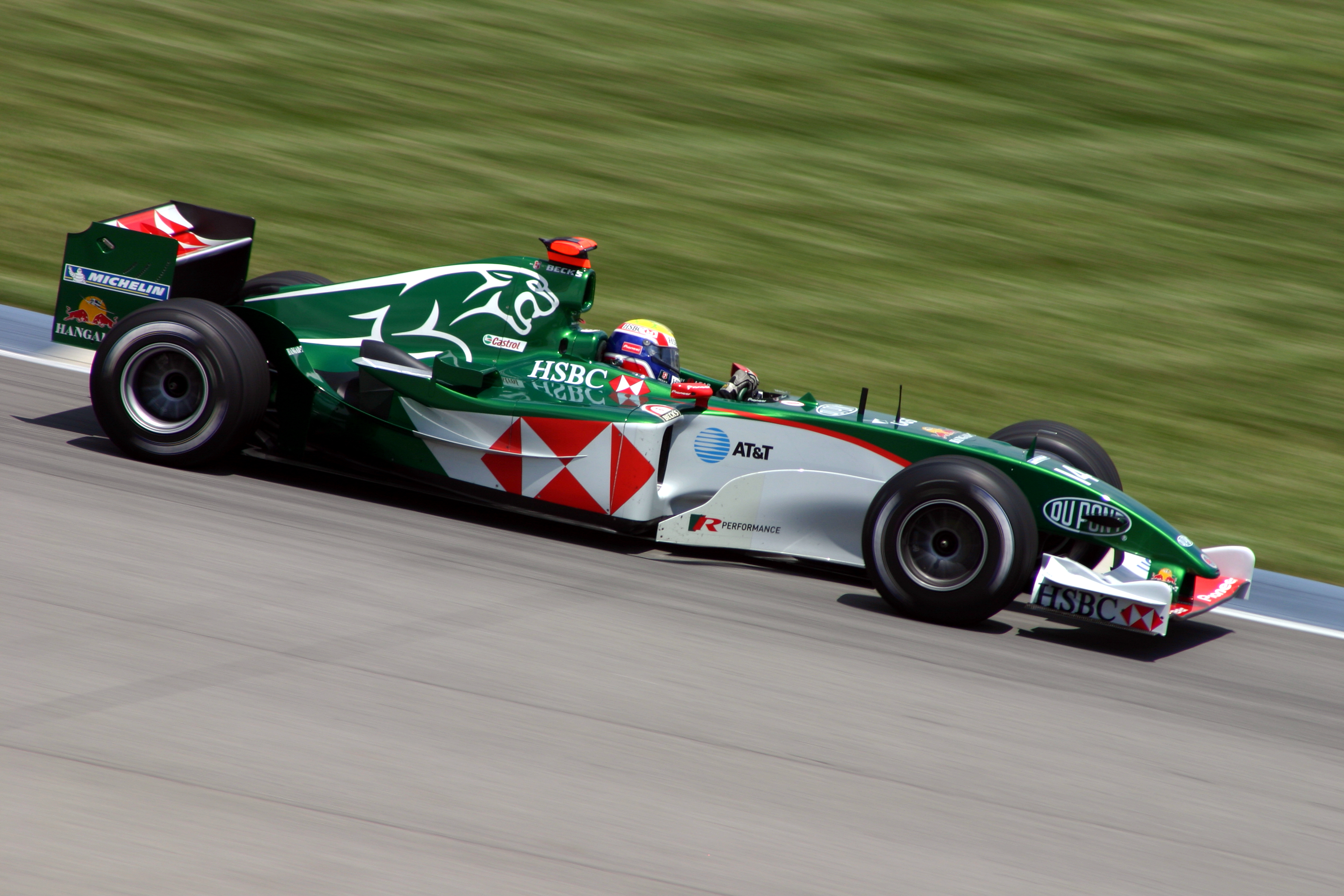
ジャガー・R5

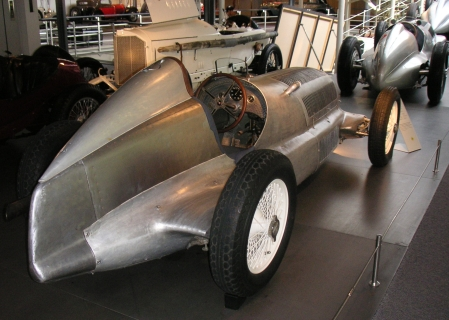
メルセデス・ベンツ・W25（シルバーアロー）

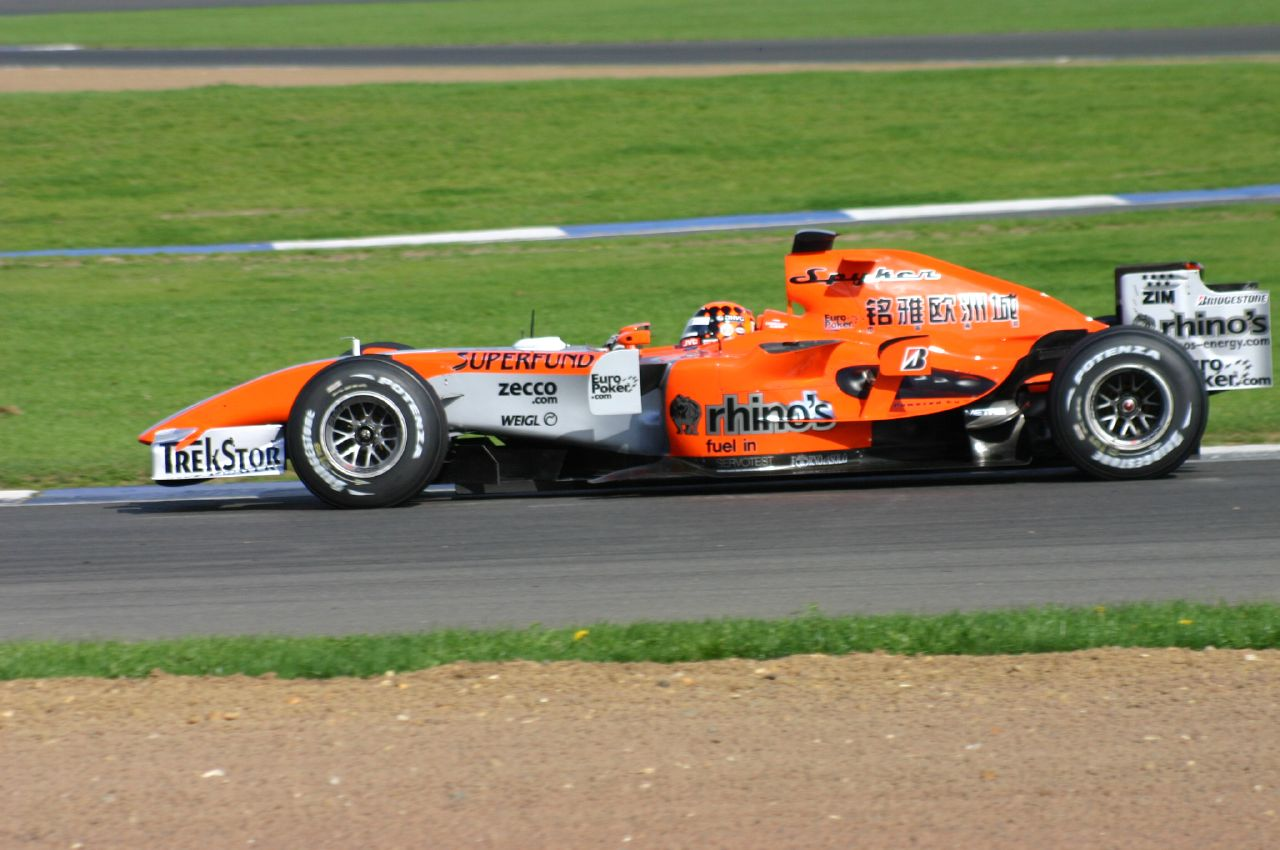
スパイカー・カーズ・M16

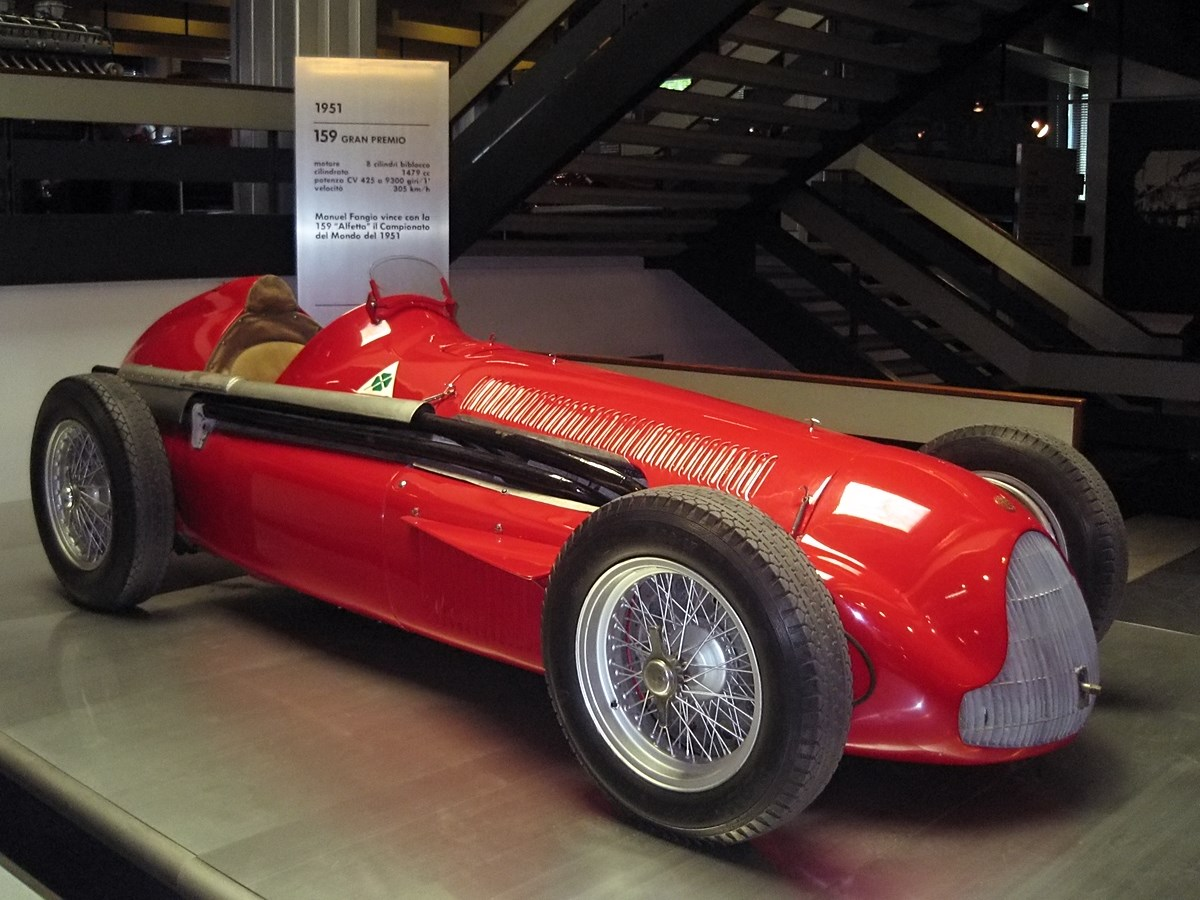
アルファロメオ・159

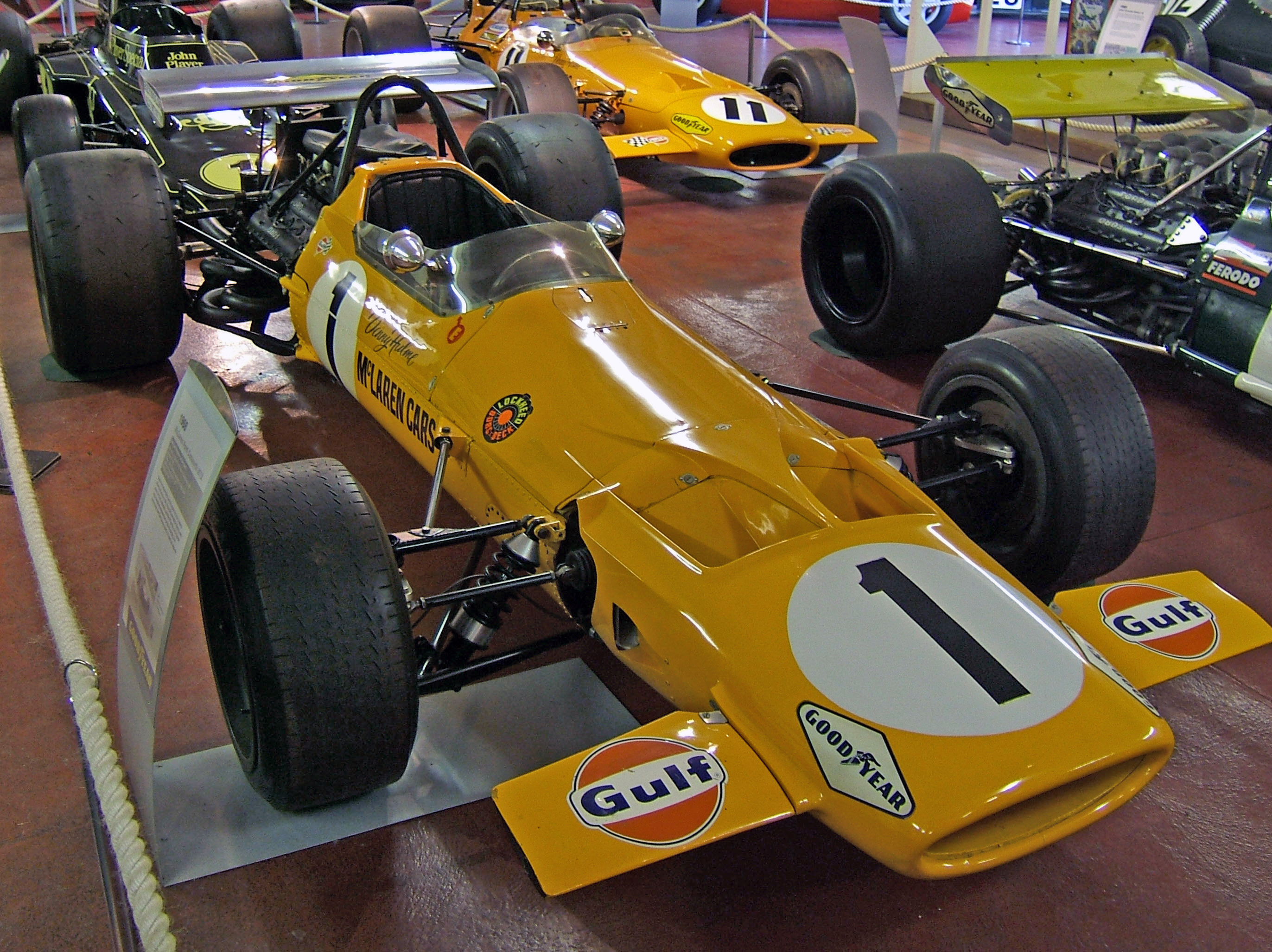
マクラーレン・M7A

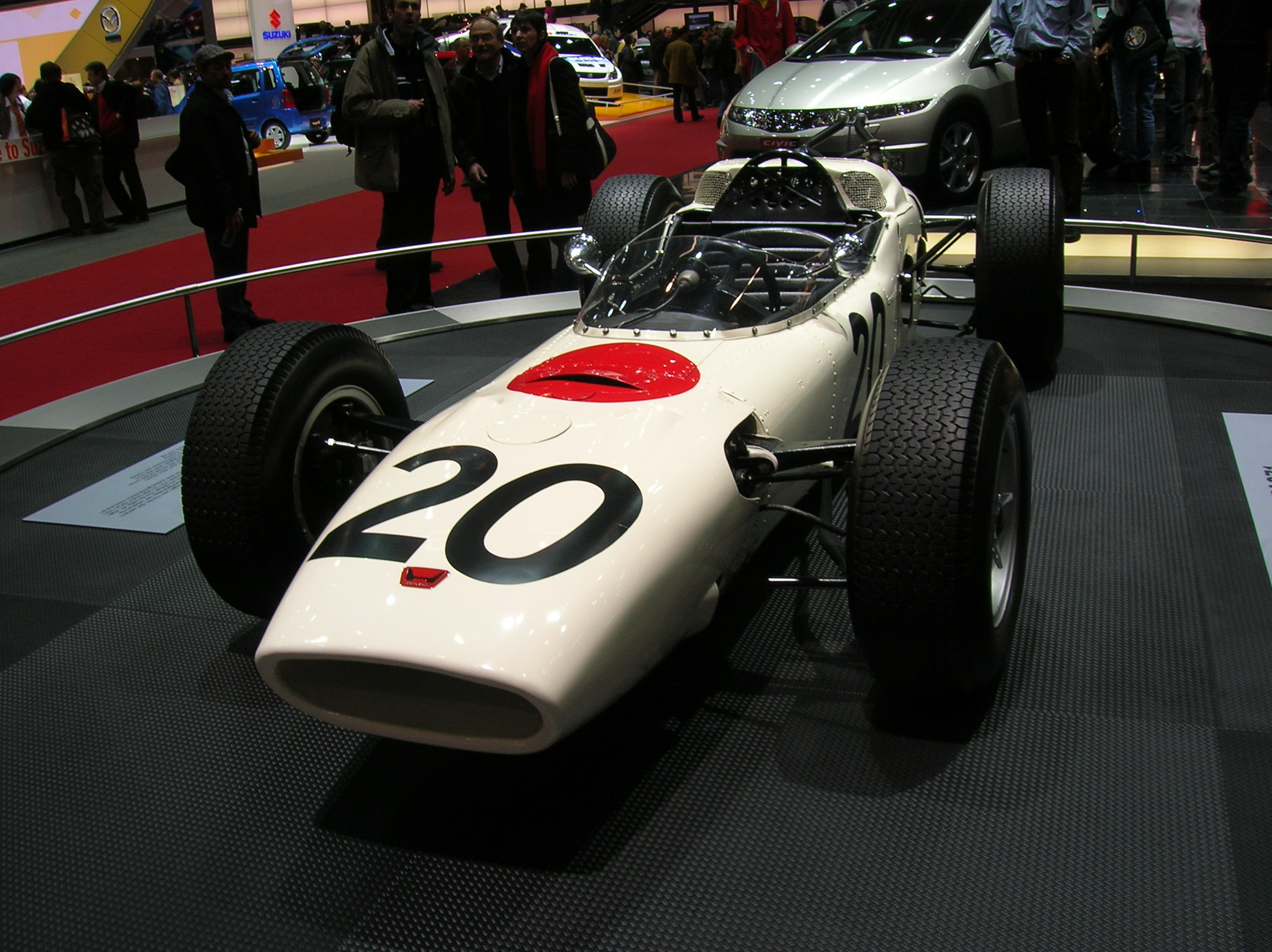
ホンダ・RA271

4輪モータースポーツを統括する国際自動車連盟（FIA）が、国別に車両の塗装色（ナショナルカラー）を指定していた時期がある。現在はその規定はない。現在でもナショナルカラーを使用しているのはF1のフェラーリ = 赤■程度である（注：フェラーリの本来のコーポレートカラーは、社旗・社章にも使われる黄色■である）。
元々は、1900年に開催されたゴードン・ベネット・カップで各国国別に車体の色が決められたことが発祥とされる（アメリカの新聞「ニューヨーク・ヘラルド」紙の社長ジェイムズ・ゴードン・ベネット・ジュニアの発案）。このレースは国別対抗戦であり、参加した4か国はそれぞれ、アメリカ・赤■、ベルギー・黄■、ドイツ・白□、フランス・青■と決められていた。
主なナショナルカラーは以下の通り。
- イギリス：緑■
  - ロータス、ジャガー、ベントレー、アストンマーティン - イングランド。やや暗めの緑。ブリティッシュ・グリーン■。
  - ジョーダン - アイルランド。やや明るめの緑。アイリッシュ・グリーン■。
- フランス：青■
  - リジェ、プロスト、アルピーヌ
- ドイツ：銀■（1934年以前は白□）
  - メルセデス（シルバー・アロー）、アウディ（及びかつてのアウトウニオン。）
- ベルギー：黄■
- オランダ：オレンジ■
  - スパイカー・カーズ
- イタリア：赤■
  - アルファロメオ、フェラーリ
- アメリカ合衆国：青■地に白□のストライプ（かつては赤■や白□だったこともある）
  - イーグル
- ニュージーランド：黒■
  - フォードGT Mk.Ⅱは共にニュージーランド人のブルース・マクラーレン、クリス・エイモンのルマン車は黒銀。車体わきにはオールブラックスのマークにあるニュージーランドのシルバーファーンとN.Z.との文字が描かれていた。
  - マクラーレン（橙（パパイヤオレンジ）はコーポレートカラーである。創設者のニュージーランド人ブルース・マクラーレンが存命していた1968年から、ブルースが亡くなった翌年の1971年まで採用された。ザク・ブラウンがチーム運営を始めた2017年から橙が再び採用されている。なお、チーム国籍自体は創設当初から常にイギリスである。）
- 南アフリカ共和国：金■ ボンネットは緑■
  - LDS
- タイ：薄い青に黄色のストライプ
- 日本：白□地に赤い■アクセント（かつてはアイボリー■地に赤■丸）
  - ホンダ、マキF1、トヨタ、スーパーアグリ

ホンダのF1参戦に伴い、それまでなかった日本のナショナルカラーを決める必要が生じた。本田宗一郎は「黄金の国ジパング」にちなんで日本のナショナルカラーとしてゴールド■を希望した。しかし、ゴールドは既に南アフリカのナショナルカラーであったので却下。そこでアイボリー■を提案するがこれはドイツと見分けづらいということで日の丸を追加し「アイボリー■に赤■丸」が日本のナショナルカラーとなった。前述の通り、現在は登録制度は存在しないので、現在では白□地に赤い■アクセントをほどこすことで日本のナショナルカラーをイメージさせる例が見られる。ちなみに登録制度により規定のあった国は33か国のみであり、アジアで登録のあったのは日本およびタイ・ヨルダンの3か国である。
かつてF1などの国際レースではナショナルカラーの使用が多かった。しかしF1では1960年代終わりにイギリスのロータスがスポンサーカラーに塗られたマシン（タバコのブランド「ゴールドリーフ」のテーマ色である赤■と白□（境界部に金■の線が入る））を登場させたのをきっかけに、他チームも続々と追随してマシンをスポンサーカラーで塗装するようになり、ナショナルカラーは駆逐されて行った。
例外的にナショナルカラーを採用し続けてきたのはフェラーリ程度だった。1997年からマールボロがフェラーリのみのスポンサーとなり、大量の資金提供をするようになったものの、マールボロはフェラーリに敬意を払って、赤地のマシンカラー自体を大きく変更させなかった。それでも1997年以後は、イタリアン・レッド■（深い赤）ではなく、マールボロのパッケージに印刷されているような明るい赤■に変更されている。
1990年代末頃になって自動車メーカー直営のチームが次々に復活し始めると、今度はナショナルカラー（もしくはナショナルカラーと思われるマーク）も復活し始めた。メルセデス（ドイツ）をバックにしたマクラーレンが部分的にシルバーのカラーリングを施したことを皮切りに、BAR・ホンダ（白地に赤丸。これは、たまたまラッキーストライクがスポンサーだったためであり偶然だとされる）、ジャガー（イギリス）、トヨタが、かつてのナショナルカラーを使用。これは、自動車メーカーの巨大な資本力を背景として、チーム運営をスポンサーからの資金に大きく依存せずに済む状況が発生したためである。一方で、自動車メーカーを母体とするレースチームであっても、ルノー（フランス）のマスタードイエロー、BMW（ドイツ）のババリアン・ブルーなど、ナショナルカラーではなく伝統的に企業のコーポレートカラーを用いてモータースポーツ活動を行っている例もある。
A1グランプリでは、ナショナルカラーは必ずしも継承されていない。例えばイタリアチームは青■、イギリスチームは青■・白□・赤■でイギリスの国旗のようにデザインされているなど、自動車レースというよりはスポーツにおけるナショナルカラーを念頭においたようなカラーリングが使用されている。